# International Exhibition Centre

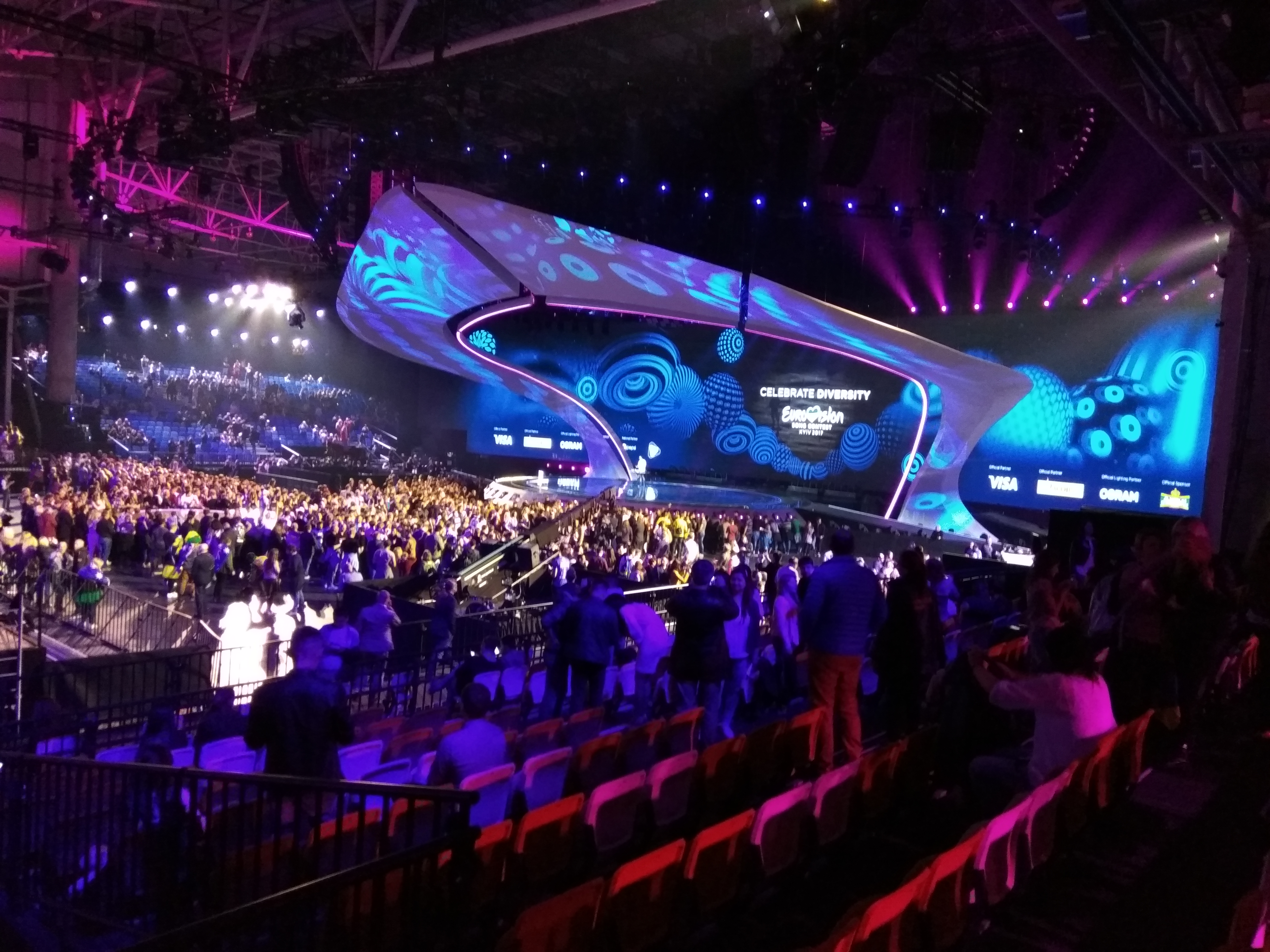
Bühne des IEC als Austragungsort des Eurovision Song Contest 2017

Das International Exhibition Centre (IEC, ukrainisch Міжнародний виставковий центр/Mischnarodnyj wystawkowyj zentr) ist ein internationales Messe- und Kongresszentrum in der ukrainischen Hauptstadt Kiew. Das im Oktober 2002 eröffnete International Exhibition Centre ist mit 58.000 m² Gesamtfläche, davon 28.018 m² Ausstellungsfläche das größte Messegelände der Ukraine. Der Komplex besitzt drei Pavillons, einen Kongresssaal sowie vierzehn Konferenzsäle mit einer Kapazität zwischen 90 und 600 Plätzen.

## Eurovision Song Contest 2017
Mit einer ausgerichteten Gesamtkapazität für 10.000 Zuschauer war es im Mai 2017 der Austragungsort des Eurovision Song Contest 2017. Für den Wettbewerb wurde die Messehalle vollständig mit über 6.000 Sitzplätzen, also Tribünen, ausgestattet. Im „Golden Circle“ gab es circa Platz für 4.000 Stehplätze, die sich vom „Green Room“ vom Ende der Halle bis zur Hauptbühne erstreckten. Demnach kamen am Finalabend des ESC knapp 9.000 Zuschauer in der Halle zusammen.

## Lage
Das Messegelände liegt im Rajon Dnipro im Osten Kiews auf dem linken Dnepr-Ufer am Browarskyj-Prospekt (Броварський проспект) 15 zwischen der Auferstehungskathedrale und der Metro-Station der Linie U-1 Liwobereschna (Лівобережна).